# À la semaine prochaine
À la semaine prochaine est une émission de radio humoristique diffusée sur ICI Radio-Canada Première de septembre 2008 à mars 2025.

## Concept
Chaque semaine, le samedi matin (et en rediffusion le dimanche après-midi), l'animateur et humoriste Philippe Laguë (à ne pas confondre avec le chroniqueur du même nom) avec les comédiens Pierre Verville, Michèle Deslauriers et Dominic Paquet (en remplacement de Pierre Brassard) passent en revue l'actualité de la semaine avec des sketchs et des parodies.
À la fin de chaque année, les humoristes et le bruiteur font une version pour la télé intitulée À l'année prochaine, une revue de l'année qui permet de les voir faire un spectacle qui reste essentiellement audio. Le 19 décembre 2022 cette émission a été enregistrée au Théâtre Corona.
Un leitmotiv revient à la fin de chaque émission, repris en partie en chœur par le public : « Malheureusement c'est déjà terminé, mais heureusement on peut se dire... À la s'maine prochaine ! ».

## Distribution
- Philippe Laguë (animateur/comédien)
- Michèle Deslauriers
- Pierre Verville
- Pierre Lebeau (saison 1)
- Dominic Paquet (depuis la saison 6)
- Pierre Brassard (saisons 2 à 5)
- Alain Collin (bruitage)
- Nadine Turbide (musique)

## Distinction

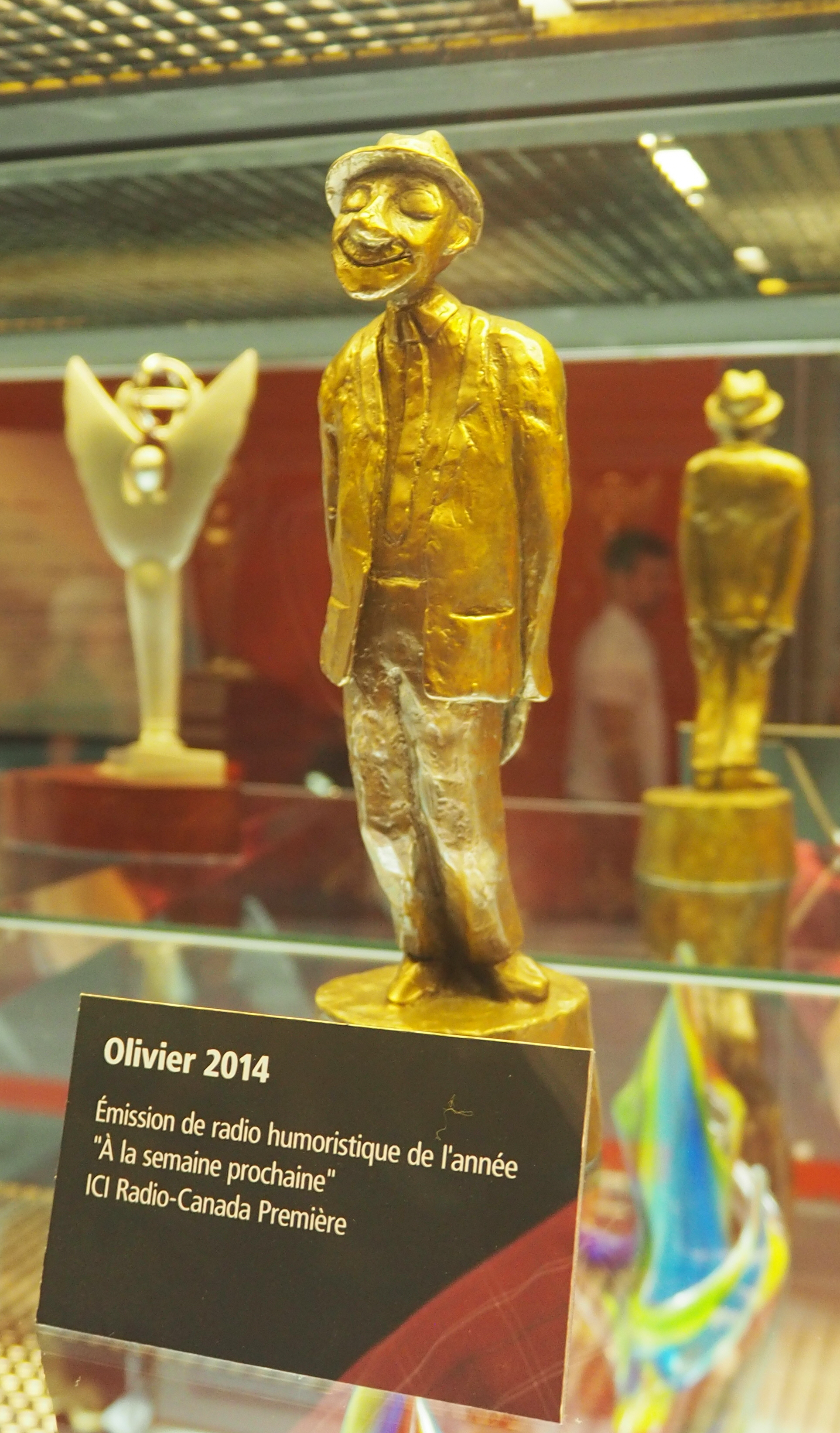
Olivier 2014 décerné à l'émission de Radio-Canada « À la semaine prochaine ».

- Olivier 2012 : Meilleure émission humoristique à la radio
- Olivier 2013 : Meilleure émission humoristique à la radio
- Olivier 2014 : Meilleure émission humoristique à la radio

## Personnages
- Amédée Brisebois
- Maurice, le quincailler du coin et son collègue Rosaire
- Fun Fournier
- Xi Shipping
- Vincent Vallières
- Dan Bigras
- Le Pape François
- Ginette Reno
- Monique Giroux
- Julie Snyder
- Marina Orsini
- Gaétan Barrette
- Sergent Ladouceur
- Claude Poirier
- Manon Massé
- Justin Trudeau
- François Legault
- Valérie Plante
- Pénélope McQuade
- Charles Tisseyre
- Fred Pellerin
- Fabrice Luchini
- Céline Dion
- Alain Lefèvre
- Anne Dorval
- Claire Samson
- Éric Duhaime
- Martin Drainville
- Catherine Ethier
- Lucie Laurier
- Xavier Dolan
- Alain Fini, motivateur et coach de vie
- Vincent Guzzo
- Richard Latendresse
- Rick Fender
- Rocky Balboa
- Christine Beaulieu
- Anne-France Goldwater
- Christian Bégin
- Denise Bombardier
- Patrice Roy
- Michel Therrien
- Kevin Parent
- Éric Lapointe
- Mario Pelchat
- Maxime, le papa
- Jean Némard, animateur de radio (tribune nocturne "Tu me nuis")
- Mikko Connaissen, sociologue
- Aurélie-Joëlle, influenceuse
- Steeve, militant anti-mesures sanitaires
- L'auditeur anonyme (qui appelle pour dire qu'il n'écoute jamais l'émission !)
- Les wokes